# Sherril Lynn Rettino
Sherril Lynn Rettino (13 januari 1956 - Los Angeles, 3 juli 1995) was een Amerikaans actrice.
Rettino werd geboren als Sherril Lynn Katzman, de dochter van de joodse regisseur en producer Leonard Katzman. Via haar vader kreeg ze enkele kleine rolletjes in series in 1978 en 1979. Vanaf 1979 tot 1991 speelde ze Jackie Dugan in Dallas, waar ook haar vader voor werkte achter de schermen. Ze begon als assistente van Pamela Ewing en werd later secretaresse van Cliff Barnes, maar haar rol bleef altijd beperkt. Tot 1984 verscheen haar naam als Sherril Lynn Katzman, daarna werd het Rettino.
Rettino overleed in 1995, één jaar voor haar vader, aan lupus.